# Nomada depressa
Nomada depressa là một loài Hymenoptera trong họ Apidae. Loài này được Cresson mô tả khoa học năm 1863.